# Geminiraptor
Geminiraptor (лат.) — монотипический род плотоядных динозавров-тероподов из семейства троодонтид (Troodontidae), включающий один вид —Geminiraptor suarezarum. Жил в нижнемеловую эпоху 130—125,45 млн лет назад на территории Северной Америки.

## История изучения
Типовой вид был назван и описан в 2010 году Phil Senter, James Kirkland, John Bird и Jeff Bartlett. Название рода происходит от латинских слов gemini — «близнецы», ссылаясь на первооткрывателей места находки: близнецов Селину Суарес и Марину Суарес, а также raptor — «разбойник». Видовое название образовано от фамилии сестёр близнецов.
Голотип CEUM 7319 был найден в Гранд-Каунти, штат Юта, в меловых отложениях формации Сидар-Маунтин, которая вероятно датируется барремом. В настоящее время является частью коллекции College of Eastern Utah Prehistoric Museum в городе Прайс, Юта. Он состоит из частичной левой верхней челюсти. Зубы не сохранились.

## Описание

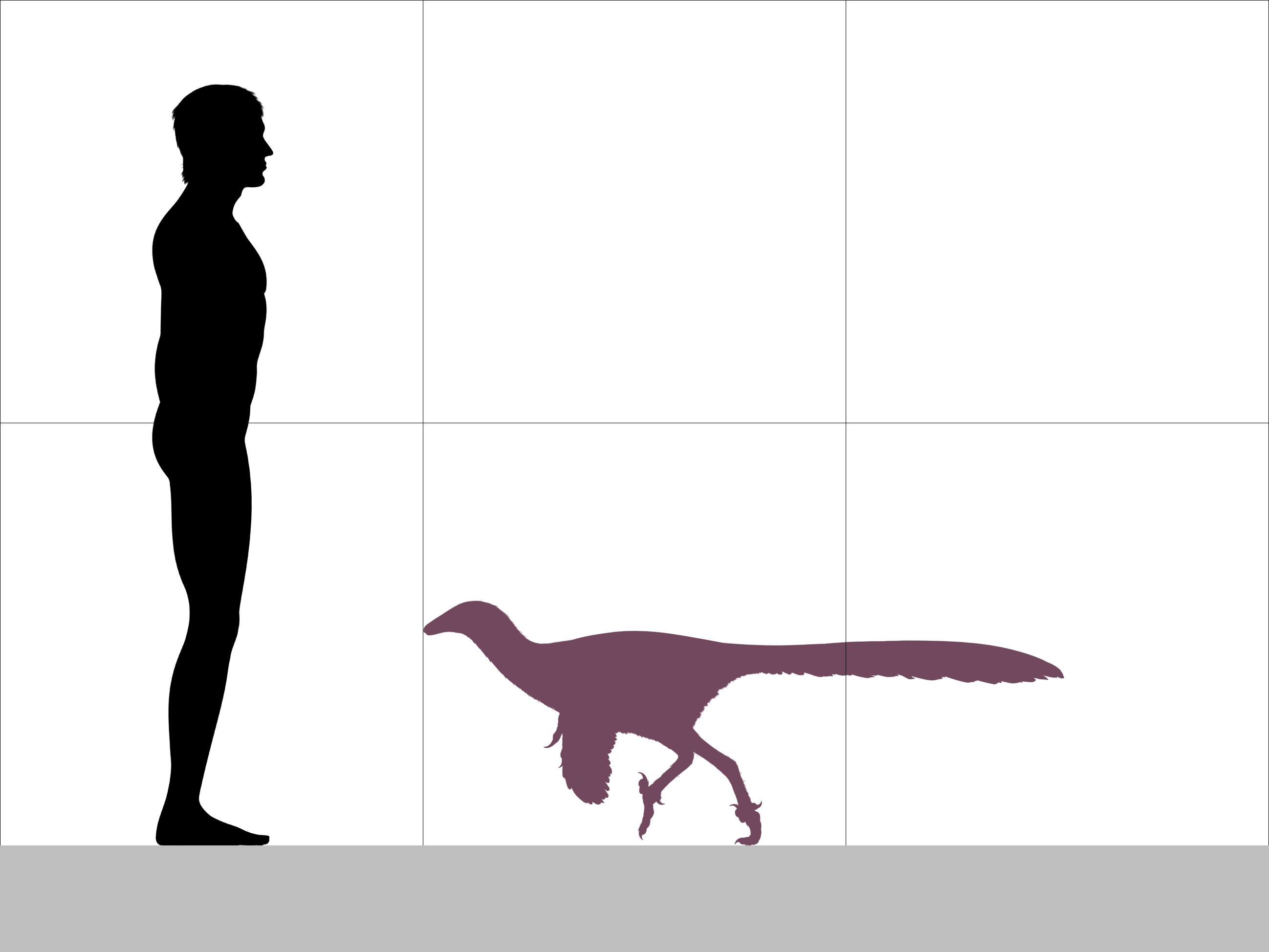
Сравнение размера

Geminiraptor является небольшим динозавром, длиной от 0,6 до 2,4 м (от 2 до 8 футов) и весом около 25 килограммов. Верхний фрагмент челюсти имеет длину 95 мм и высоту 76 мм (3 дюйма).

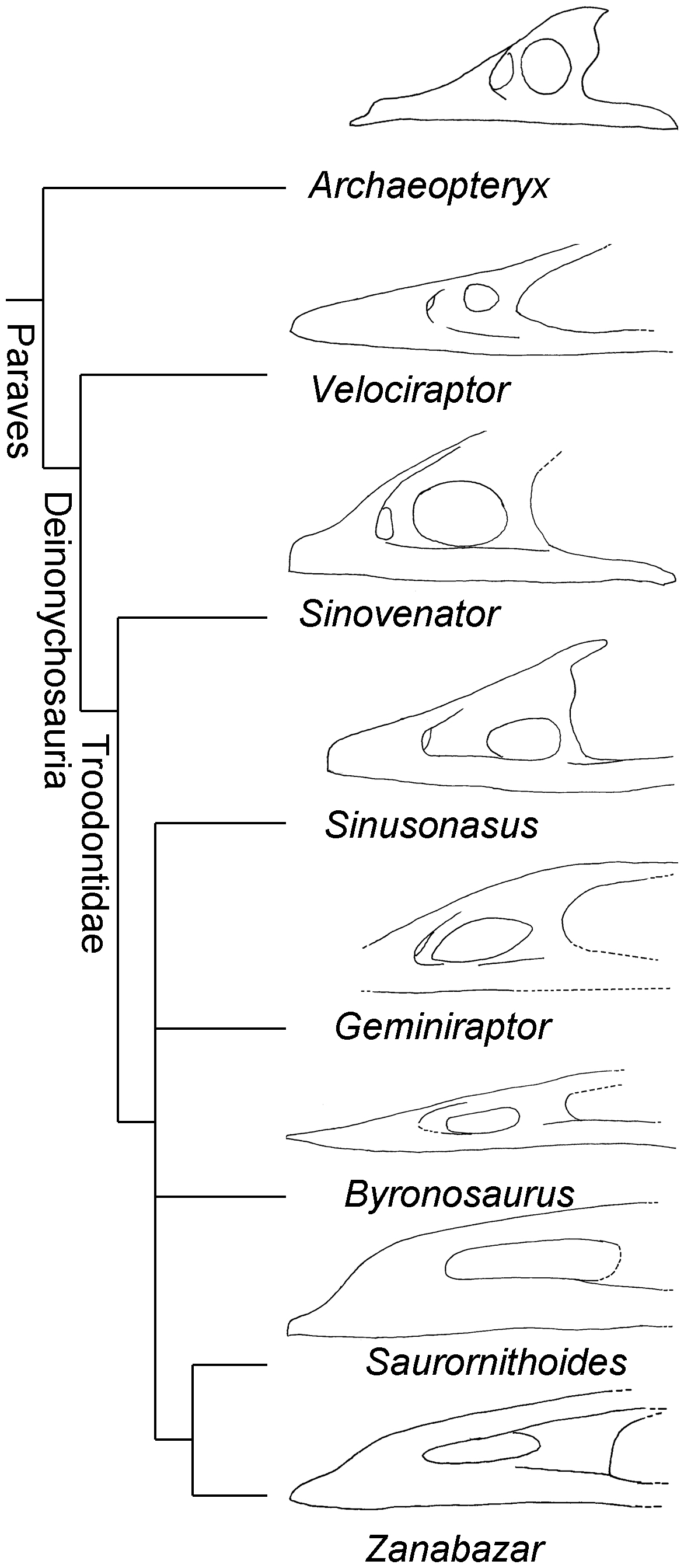
Сравнение челюстей Geminiraptor и других представителей клады Paraves

Кладистический анализ показал, что новый вид является членом семейства троодонтид. Он стоял выше по эволюционному древу, чем Sinovenator но точная связь с другими представителями семейства, такими как Byronosaurus, Sinornithoides, Sinusonasus, а также с кладой, состоящей из Troodon, Saurornithoides и Zanabazar не может быть определена.

Geminoraptor в сравнении с фауной формации Cedar Mountain Formation

Geminiraptor значительно больше по размерам, чем другие известные троодонтиды из юрского и верхнемелового периодов и, следовательно, является одним из первых примеров увеличения размеров типичных троодонтидов из нижнего мела.